# Lockheed Little Dipper
El Lockheed Model 33 Little Dipper, también conocido como Air Trooper, fue un monoplano monoplaza estadounidense, diseñado por John Thorp y construido por Lockheed en Burbank, California. Volado en 1944 y ofrecido al Ejército como una "motocicleta voladora", se evaluó como una potencial entrada de Lockheed en el mercado civil, pero el programa se canceló antes de que se completara el segundo prototipo.

## Diseño y desarrollo
El diseño del Model 33 se originó como una iniciativa privada de un avión ligero biplaza por parte de John Thorp, un ingeniero de Lockheed. En abril de 1944, la empresa acordó construir el avión como Lockheed Model 33. Debido a las restricciones de materiales en tiempos de guerra, la compañía ganó el interés del Ejército de los Estados Unidos en el avión como una "motocicleta volante" para equipar a una " caballería volante" bajo el nombre de Air Trooper. El Ejército, dispuesto a considerar el concepto, autorizó a Lockheed a construir dos prototipos del Model 33.
El Model 33 tenía un diseño de avión ligero ordinario, con un ala monoplano en voladizo de instalación baja y empenaje convencional; propulsado por un motor Franklin 2A4-49, estaba equipado con un tren de aterrizaje triciclo fijo y demostró tener prestaciones STOL.

## Historia operacional

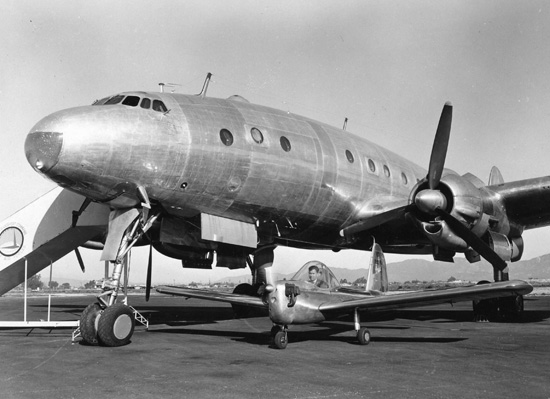
El Little Dipper con un Lockheed Constellation.

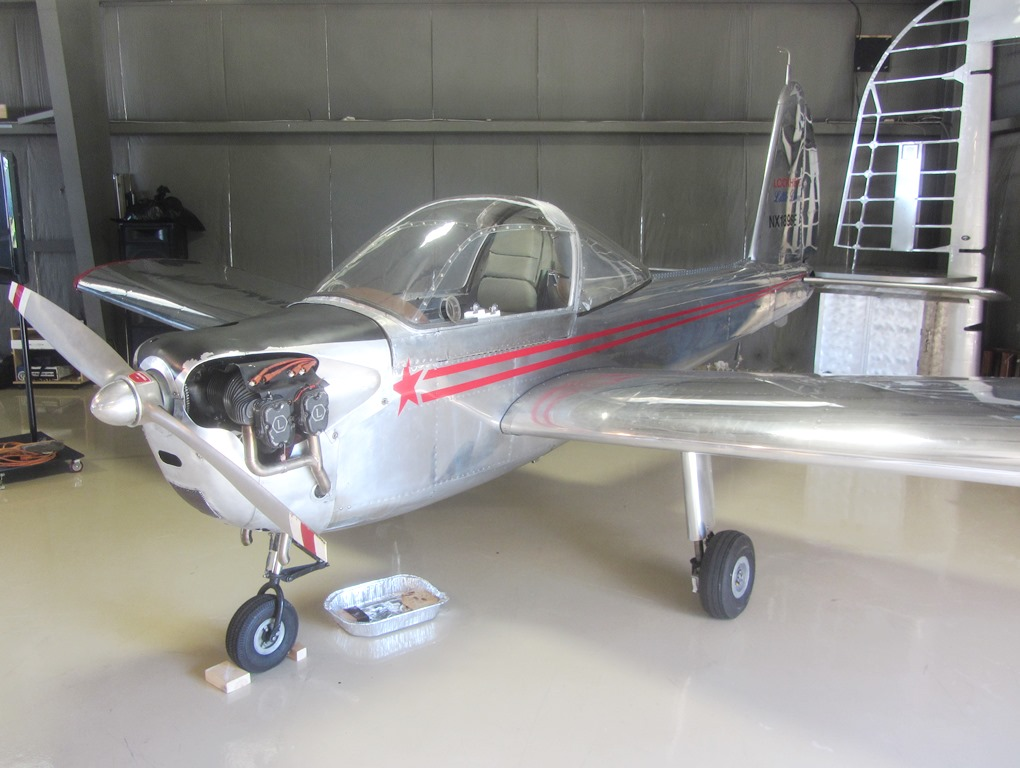
Réplica del Little Dipper en exhibición en 2015.

El prototipo del Model 33 voló por primera vez en agosto de 1944. Las características de manejo del avión se consideraron satisfactorias, pero el Ejército había perdido interés en el concepto, a pesar de que el prototipo demostró sus prestaciones aterrizando y despegando de nuevo en el patio del Pentágono. Lockheed tenía la intención de comercializar el modelo como un avión ligero económico en el mercado civil con el nombre de Little Dipper; una vez evaporado el interés militar, el prototipo y el segundo avión parcialmente terminado fueron desguazados en enero de 1947 por motivos fiscales.
Thorp, el diseñador del avión, desarrollaría el Thorp T-211 con las lecciones aprendidas del proyecto Little Dipper.

## Especificaciones
Referencia datos: Francillion 1982

### Características generales
- Tripulación: Uno (piloto)
- Longitud: 5,3 m (17,5 ft)
- Envergadura: 7,6 m (25 ft)
- Altura: 2,1 m (7 ft)
- Superficie alar: 9,7 m² (104,4 ft²)
- Peso vacío: 193 kg (425,4 lb)
- Peso cargado: 329 kg (725,1 lb)
- Planta motriz: 1× motor bóxer de 2 cilindros refrigerado por aire Franklin 2A4-49.
  - Potencia: 37 kW (51 HP; 50 CV)
- Hélices: Bipala de paso fijo

### Rendimiento
- Velocidad máxima operativa (Vno): 161 km/h (100 MPH; 87 kt)
- Velocidad crucero (Vc): 146 km/h (91 MPH; 79 kt)
- Alcance: 340 km (184 nmi; 211 mi)
- Techo de vuelo: 4900 m (16 076 ft)
- Régimen de ascenso: 4,6 m/s (906 ft/min)
- Carrera de despegue: 30 m; para salvar un obstáculo de 15 m (50 pies): 120 m

## Aeronaves relacionadas

### Aeronaves similares
- Beecraft Wee Bee
- Mooney M-18 Mite
- Piper PA-8
- Ercoupe 415

### Secuencias de designación
- Secuencia Numérica (interna de Lockheed): ← 23 - 24 - 26 - 33 - 34 - 35 - 37 →